# ヴコマン・アラチッチ
ヴコマン・アラチッチ（Вукоман Арачић；1850年5月10日 - 1915年2月25日）は、セルビアの軍人。
スヴェトザロヴォイ近郊のランシュテ出身。1874年、ベオグラードの砲兵学校に入校。1877年～1878年のセルビア・トルコ戦争時、ヤゴジン旅団の参謀長だった。1880年～1882年、工兵本部で勤務し、1885年、参謀本部に異動。1885年のセルビア・ブルガリア戦争時、ドリンスク師団の参謀長。戦後、師団参謀長、参謀総長補、軍事アカデミー教授を歴任し、ラドミル・プトニクの側近となった。
1912年～1913年のバルカン戦争時、チモッチ師団区を指揮。第一次世界大戦時、シャバツ地区の第2チモッチ師団を指揮。コルバル会戦時、ウジツク軍を指揮し、ヴィシェグラード－ウジーツァ方面で行動した。